# Tôn Thất Hân
Tôn Thất Hân (尊室訢; 10 tháng 5 năm 1854 – 3 tháng 9 năm 1944), tự Lạc Chi (樂之), hiệu Liên Đình (蓮亭), là quan chức triều Nguyễn Việt Nam, Phụ chính Đại thần thời Duy Tân, Phụ chính Thân thần thời Bảo Đại.

## Tiểu sử
Tôn Thất Hân sinh tại xã Lại Thế, tổng Đường Anh, huyện Phú Vinh, phủ Thừa Thiên (nay thuộc xã Phú Thượng, huyện Phú Vang). Ông sinh ngày 10 tháng 5 năm 1854 (tức ngày 14 tháng 4 năm Tự Đức thứ 7), ông xuất thân trong gia đình Tôn Thất nhà Nguyễn, là hậu duệ của Cương Quận công Nguyễn Phúc Trân (阮福溱) con thứ ba của Chúa Nguyễn Phúc Tần (阮福瀕) thuộc hệ thứ năm Tôn Thất. Cụ (tằng tổ phụ) của ông được phong Minh Nghĩa Đô úy (明義都尉), Luận Chính hầu (論政侯), thụy Trang Dực (莊翼); ông nội là Thái thường tự khanh (太常寺卿), thụy Ôn Mục (溫穆); cha là Tư thiện đại phu (資善大夫), Thượng thư Bộ Lễ, thụy Trang Lượng (莊亮)

## Học vấn
Năm Tự Đức thứ 32 (năm 1879), ông hoàn thành đào tạo học tập tại Quốc Tử Giám, tham gia ân tuyển bậc trung. Năm sau được cử làm quan viên phiên ti Quảng Ngãi, chính cửu phẩm. Năm 1881, về quê chịu tang. Năm 1882, được cử làm quan phiên ti Phú Yên, chính cửu phẩm.
Năm 1884 (Kiến Phúc nguyên niên), được thăng tòng bát phẩm, làm quyền Thông phán Phú Yên.
Năm 1886 (Đồng Khánh nguyên niên) thăng làm Tri huyện Bố Trạch. Cùng năm do bị bệnh được về quê, sau đó được cử làm Bang tá huyện Phú Vinh và Bang tá huyện Quảng Điền. Năm 1887, thăng Tri huyện Tuy Hòa. Năm 1888, làm Tri huyện Hàm Lĩnh, quyền Tri phủ Ninh Hòa. Năm 1889 (Thành Thái nguyên niên) làm Tri phủ Ninh Hòa. Năm 1890, thăng tòng ngũ phẩm, làm Lang trung Bộ Binh. Năm 1891, thăng tòng tứ phẩm. Năm 1894, cử làm Án sát sứ Hà Tĩnh. Năm 1895, làm Án sát sứ Hà Tĩnh hàm Bố chính sứ. Năm 1896, thăng Quang Lộc tự khanh (光祿寺卿), sau đó là quyền Tuần phủ Hà Tĩnh. Năm 1898, nhận chính chức Tuần phủ Hà Tĩnh. Năm 1901, thăng Tổng đốc Nam Nghĩa. Năm 1903 làm Tổng đốc An Tĩnh.

## Nội các
Năm 1906, ông được cử làm Thượng thư Hình bộ, bổ sung Cơ mật viện Đại thần.
Năm 1907 (Duy Tân nguyên niên), ông được cử làm Phụ chính đại thần. Năm 1908, thăng làm Hiệp Biện Đại học sĩ. Năm 1909, làm Thượng thư Hình bộ kiêm Thượng thư Lễ bộ, sau đó tham gia Hội nghị thuộc địa tại Sài Gòn. Năm 1911, phong Phò Quang tử (扶光子). Năm 1913, Chính phủ Pháp trao tặng Bắc đẩu bội tinh hạng 4.
Năm 1916 (Khải Định nguyên niên), được cử làm Chính phủ vị Cơ mật viện, tiếp tục làm Cơ mật viện Đại thần. Tháng 8 năm 1916, phong Phò Quang bá (扶光伯). Năm 1917, thăng Đông Các Đại học sĩ, hàm Thái tử Thiếu bảo, chức Thượng thư Hình bộ. Năm 1920, làm Võ Hiển điện Đại học sĩ.

## Nghỉ hưu
Tháng 11 năm 1922, ông xin về hưu, Khải Định chấp thuận hạ chỉ thăng ông làm Văn Minh điện Đại học sĩ trí sự. Chính phủ Đông Dương trao tặng Long Bội tinh hạng 2.
Năm 1923, nhân dịp lễ thọ 70 tuổi của ông, vua Khải Định cử Tham tri Lễ bộ Nguyễn Phúc Bửu Thạch đến tặng 4 lễ vật và Ngự chế thi nhất thủ (thơ ngự chế 1 bài).

## Nhiếp chính
Năm 1925, vua Khải Định qua đời, Chính phủ Đông Dương và một số đại thần triều Nguyễn hiệp thương đưa ông làm Phụ chính thân thần phụ tá cho vua Bảo Đại. Trong thời gian này Bảo Đại du học tại Pháp, do đó ông nhiếp chính, xử lý các công việc chính trị, ngoại giao, quân sự. Năm 1928, Toàn quyền Đông Dương chuyển Bảo Đại điện văn, tấn phong ông làm Phò Quang hầu (扶光侯).
Ngày 8 tháng 9 năm 1932, vua Bảo Đại về nước. Một tháng sau, Bảo Đại thân chính, ông không còn làm nhiếp chính nữa. Ngày 1 tháng 11 cùng năm, ông được thăng làm Cần Chánh điện Đại học sĩ.
Tháng 4 năm 1933, ông được cử làm cố vấn Nam triều. Ngày 1 tháng 8 năm 1933, được phong làm Phò Quang quận công (扶光郡公).
Ngày 3 tháng 9 năm 1944, ông qua đời, thọ 91 tuổi, Bảo Đại truy phong Phò Quang quận vương (扶光郡王), thụy Trang Cung (莊恭).

## Tác phẩm
Ông có một số tác phẩm nổi tiếng như "Tiên nguyên toát yếu phổ tiền biên" (仙源撮要譜前編), "Việt sử diễn ca" (越史演歌), cùng Tuy Lý quận công Nguyễn Phúc Hồng Nhung và Nguyễn Phúc Hồng Thiết viết tác phẩm "Việt sử diễn nghĩa tứ tự ca" (越史演義四字歌)

## Gia quyến
Vợ

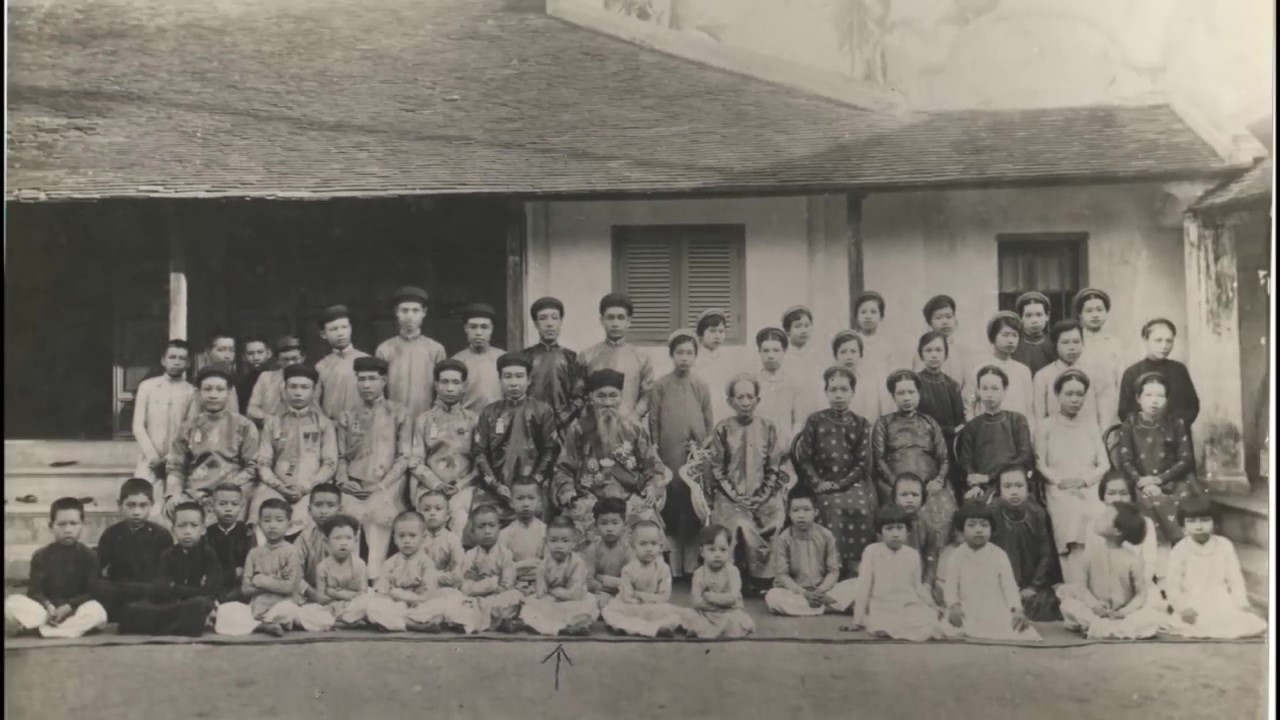
Gia quyến ông Tôn Thất Hân

- Hứa Thị Quỳnh, qua đời ngày 16 tháng 11 năm 1939, thọ 90 tuổi.[1][2]

Con
- Tôn Thất Cổn, con trai trưởng, Tông nhân phủ vụ đại thần
- Tôn Thất Phóng, lấy Trương Thị Lệ Ngoạn là con gái thứ 13 của Đông Các Đại học sĩ Trương Quang Đản. Năm 1911 cùng Trương Như Đính, Cao Xuân Khang sang Pháp du học
- Tôn Thất Ngân, từng là Tham tri Bộ Lễ nghi, Tuần phủ Quảng Bình, Tôn nhân phủ tả khanh
- Tôn Thất Chuyên, Chánh Sứ Nam Triều
- Tôn Thất Toại, từng là Quản đạo Côn Tung, Bố Chánh sứ, Án sát sứ Thanh Hóa, Phủ doãn Thừa Thiên, Tổng đốc Bình Định
- Tôn Thất Gián, đỗ Cử nhân năm Khải Định thứ 3 (1918), Tông nhơn Thừa Thiên Phủ.
- Tôn Thất Hối, từng Quản đạo Lâm Viên, tỉnh trưởng Đa Nhạc, năm 1956 làm đặc sứ của Việt Nam Cộng hòa sang chúc thọ Tưởng Giới Thạch tại Đài Bắc
- Tôn Thất Cẩn (1910 – ?), là người giới thiệu Ngô Đình Diệm với Nam Phương Hoàng hậu[3][4]
- Tôn Thất Ngạc
- Tôn Thất Thiết, con trai út, Chánh Sở Nội dịch Phủ Tổng thống Việt Nam Cộng hoà.[5] Ông định cư tại Mỹ năm 1992 và mất năm 2005.[6]
- Tôn Nữ Thị Nhu (1896 – 1988), lấy ông Cao Xuân Tảo, con trai Phó bảng Cao Xuân Tiếu.[7]